# Celestino Fernández y Fernández
Celestino Fernández y Fernández (* 30. Mai 1890 in Santa Inés de Barraza, Hidalgo, Mexiko; † 4. Dezember 1980 in Huajuapan de León, Oaxaca) war Bischof von Huajuapan de León.

## Leben
Celestino Fernández y Fernández empfing am 20. Dezember 1913 das Sakrament der Priesterweihe.
Am 20. März 1948 ernannte ihn Papst Pius XII. zum Titularbischof von Binda und bestellte ihn zum Weihbischof in Huajuapan de León. Der Erzbischof von Mexiko-Stadt, Luis María Martínez y Rodríguez, spendete ihm am 24. Juni desselben Jahres die Bischofsweihe; Mitkonsekratoren waren der Erzbischof von Monterrey, Guillermo Tritschler y Córdoba, sowie der Bischof von Zamora, José Gabriel Anaya y Diez de Bonilla. Am 12. Mai 1952 ernannte ihn Pius XII. zum Bischof von Huajuapan de León.
Papst Paul VI. nahm am 25. Juli 1967 das von Celestino Fernández y Fernández aus Altersgründen vorgebrachte Rücktrittsgesuch an und ernannte ihn zum Titularbischof von Maximiana in Byzacena.
Celestino Fernández y Fernández nahm an der vierten Sitzungsperiode des Zweiten Vatikanischen Konzils teil.